# Віяло леді Віндермір
«Віяло леді Віндермір» (англ. Lady Windermere's Fan) — комедійна п'єса Оскара Вайльда, яка немовби є сатирою на суспільство загалом. Прем'єра відбулась 22 лютого 1892 року в театрі Сент-Джеймс в Лондоні. П'єсу вперше опубліковано в 1893 році.

## Історія твору
П'єсу «Віяло леді Віндермір» вперше поставили на сцені 22 лютого 1892 року в театрі Сент-Джеймс (Лондон), у постановці Джорджа Александера. Після другого акту, глядачі покликали Оскара Вайлда на сцену, де він дав таку промову:
|  | Леді і Джентльмени, Мені надзвичайно сподобався цей вечір. Актори подарували нам чарівне виконання чудової п'єси, а ваша її висока оцінка — надзвичайно інтелектуальна. Я вітаю Вас з великим успіхом вистави, який переконав мене в тому, що Ви оцінюєте її так високо, як і я сам. |

В театрі Сент-Джеймс п'єса збирала повні зали аж до 29 липня. Потім відбулося двомісячне турне провінцією, після чого комедія знову повернулася до Лондона. Протягом лютого-листопада 1892 року п'єса мала величезний комерційний успіх та принесла Вайлу 7000 фунтів прибутку (значна сума на той час).
5 лютого 1893 року відбулася бродвейська прем'єра в Palmer's Theatre. Джулія Артур, канадська актриса, зіграла тоді свою першу роль (Леді Віндермір) на сцені Бродвею. 1 грудня 2012 року відбулася прем'єра п'єси «Віяло леді Віндермір» на сцені театру імені Марії Заньковецької.
П'єсу екранізували більш як шість разів.

## Дійові особи
| - Лорд Віндермір - Лорд Дарлінгтон - Лорд Огастес Лортон - Містер Дамбі - Містер Сесіл Греєм - Містер Гопер - Паркер, дворецький - Леді Віндермір | - Герцогиня Бервік - Леді Егата Карлайл - Леді Плімдейл - Леді Статфілд - Леді Джедбер - Місіс Кавпер-Кавпер - Місіс Ерлін - Розалі, покоївка |

## Сюжет
Леді Віндермір підозрює свого чоловіка у стосунках із місіс Ерлін. Він просить дружину запросити її на бал. Насправді, місіс Ерлін — матір леді Віндермір, яка покинула свою сім'ю заради іншого чоловіка двадцять років тому, а містер Віндермір, нікому не зізнаючись, просто намагається знову інтегрувати жінку в суспільство. Коли вона з'являється на бал, леді Віндермір, образившись, йде до помешкання лорда Дарлінгтона, свого прихильника. Саме коли до кімнати майже входять компанія чоловіків, місіс Ерлін, яка вистежила свою доньку, намагається переконати її повернутися додому. Вони ховаються, проте леді Віндермір мала необачність забути своє віяло на видному місці. Місіс Ерлін рятує доньку від скандалу, вийшовши з їхнього сховку. Леді Віндермір вдається вислизнути непоміченою.

## Український переклад
- Українською мовою «Віяло леді Віндермір» переклав Ростислав Доценко.